# Provincia Última Esperanza
Última Esperanza (Provincia de Última Esperanza) este o provincie din regiunea Regiunea Magallanes și Antartica Chilena, Chile, cu o populație de 18.685 locuitori (2012) și o suprafață de 55443,9 km2.